# هند نوفل
هند نوفل (1860-1920) صحفية لبنانية وكانت أول امرأة في العالم العربى تنشر صحيفة تختص بقضايا المرأة فقط.
أسست في 20 تشرين الثاني سنة 1892 م مجلة الفتاة واستمرت المجلة إلى سنة 1894 م. كانت هند تتحاشى في مجلتها الشؤون السياسية والدينية وتعمل في حقل واحد هو الدفاع عن المرأة.

## العائلة وخلفية عنها
ولدت هند نوفل عام 1860 في سوريا الساحلية، ولقد نشأت والدتها-مريم النحاس (1888-1859)- أثناء الاضطراب المدنى والكساد الإقتصادى في بيروت وذلك قبل زواجها من والد نوفل-نسيم- وهي في السادسة عشر من عمرها وكان، يكبرها بعشر سنوات. يرجع أصل نسيم إلى الروم الأرثوذكس من عائلة طرابلسية وقد ربى هند لتكون مسيحية.
انتقلت العائلة هروباً من الرقابة العثمانية في سوريا، واستقرت في الإسكندرية عام 1870, حيثما التحقت هند بمدرسة العهد وذلك أثناء حكم الخديوي إسماعيل باشا.
أقلعت مصر عن احتكارها للنشر وقيدت كذلك رقابتها على الصحافة منذ الاحتلال البريطانى لمصر عام 1882. حيث بدأت كل من الطبقتين المتوسطة والعليا الاستثمار في الأدب فقد زاد عدد الصحف المطبوعة وبالتالى تداول المادة الأدبية أيضاً.
تميزت هند نوفل آنذاك فقد نشأت في جو منزلى مألوف حيث كان كلا والديها كاتبين. أتمت مريم، والدة هند، قاموس سير ذاتية لنساء الشرق والغرب، أسمته (معرض الحسناء في ترجمة مشاهير النساء) وأهدت الكتاب للأميرة شيشمات هانم، الزوجة الثالثة لإسماعيل، والذي تم نشره تحت رعايتها. بينما عمل كل من والدها وعمها في الصحافة والترجمة في الحكومة المصرية. وانتهى المطاف بوالدها ليدير المكتب الخاص بمجلة هند والذي ساعدته أيضاً فيه شقيقتها سارة.

## صحيفة الفتاة
بدأت نوفل صحيفتها (الفتاة) يوم 20 نوفمبر 1892, وقد تزامن ذلك مع تزايد عدد الجرائد والصحف العلمية المتداولة وزيادة أيضاً في جمهور القراء من النساء. ومع ذلك، صرحت نوفل بأن مجلة (الفتاة) كانت الأولى من نوعها في سماء الشرق الأوسط، فقد كتبها نساء وكانت من أجل النساء وتدور حول موضوعات تخص المرأة. لقد عزمت نوفل على تزيينها بدرر أقلام النساء.
وفي أولى إصداراتها، وضعت أهدافها من المجلة والتي تتضمن: الدفاع عن حقوق المرأة والتعبير عن أرائهم وتحديد مسؤلياتهم وواجبتهم. وتناولت المجلة عدة موضوعات فرعية «علمية وتاريخية وأدبية وفكاهية»، ومع ذلك لم تطرح أي موضوعات سياسية ولم تكن النزاعات الدينية موضع اهتمامها.
كانت مجلات النساء الدورية بالخارج، والتي تواجدت قبل أن تنشر مجلتها لأول مرة بحوالى قرن ونصف، مصدر إلهام لها. تناولت المجلة العديد من القضايا مثل: الزواج والطلاق والنقاب والعزلة والتعليم والعمل والشئون المحلية والترفيه.واحتوت إصداراتها على سير ذاتية لنساء من الغرب كالملكة فيكتوريا أو حقائق شيقة تتعلق بالنساء كوصول عدد الطالبات الدارسات للطب في فرنسا إلى 252 بالإضافة إلى 121 روائية و280 شاعرة و425 كاتبة مقالات. وشجعت المجلة لغة الحوارعن طريق مناقشة موضوعات مثل مقاييس الجمال المختلفة المتعارف عليها بين مختلف الدول.
وفي بعض الأحيان، كانت نوفل تطرح على قرائها أسئلة للمشاركة والإجابة، فعلى سبيل المثال، في عدد فبراير 1893 كان سؤالها «أيهما عمله أكثر مشقةً، الرجال أم النساء؟». وبالتالى أصبحت مجلة الفتاة منتدى للنقاش والحوار حول أدوار النساء.
لتحث النساء على المشاركة في الفتاة، أكدت نوفل أن من كتبت من النساء في الصحف لم تمسس حيائها ولم تنتهك طهرها أو حسن سلوكها. كما أنها بذلت جهوداً لتعريف نساء محليات من عصور مختلفة حيث كانت النساء قدوة في المجتمع. فقد أشارت إلى الملكة الآشورية سميراميس وإلى بلقيس ملكة سبأ ونساء من العصور الفرعونية، والذين أظهروا لمدة ألفى عام الوداعة الشديدة والصقل وأحرزوا إنجازات ووصلو لمرحلة من الكمال لم يتوصل إليها نساء الغرب بعد. ومع ذلك، ناقشت كاتبات أمريكية وأوروبية مصرحةً أن ذلك لم يمسس وضعهم الإجتماعى، بل على العكس أضفى احتراماً لهم.

## الإرث
تزوجت نوفل من السورى، حبيب دبانة في أغسطس 1893 والذي كان يعمل في القطاع القانونى لوزارة المالية وأوقفت مجلتها عام 1894 لكى تعود لحياتها العائلية والعمل الخيري. وعلى الرغم من أن الفتاة استمرت لمدة عامين فقط إلا أنها كانت الأولى من نوع النسوية العربية المعروفة باسم مجلات نسائية تكتبها نساء والتي بلغ عددها حوالى 30 وتزامنت مع ثورة 1919 المصرية. تقول نبيلة رمضانى أن الفتاة أول إصدار نسوى كامل في قائمة كبيرة من المجلات الدورية العربية. وتصرح بيث بارون أن المجلات النسائية العربية تتيح لنا مصدراً تاريخياً فريداً من نوعه وتعطينا فرصة لاستعادة أصوات النساء حتى نتمكن من تحقيق التوازن بين حسابات أخرى من حياتهم مع الوصف الخاصة بها.بشكل جماعي المجلات هي واحدة من أقدم الكنوز الدفينة للمواد من هذا النوع، وذلك لأنه كان الجيل الأول من النساء في العالم العربى يكتب في أعداد وينتج وينشر نصوصاً مطبوعة.